# Ghislain Cloquet
Pour les articles homonymes, voir Cloquet.
Ghislain Cloquet, né le 18 avril 1924 à Anvers et mort le 2 novembre 1981 à Montainville, est un directeur de la photographie belge.

## Biographie
Diplômé de l'École technique de photographie et de cinéma promotion 1945 (section cinéma), et ancien élève de l'IDHEC (diplômé en juillet 1947), il a collaboré notamment avec Alain Resnais, Robert Bresson, Louis Malle, Jacques Demy, Claude Berri... Il a obtenu le César de la meilleure photographie en 1980 et l'Oscar de la meilleure photo en 1981 pour Tess de Roman Polanski avec Geoffrey Unsworth (pour ce dernier à titre posthume). En effet sur ce film, il avait remplacé en urgence le célèbre chef opérateur britannique Geoffrey Unsworth, mort des suites d'une crise cardiaque lors de la troisième semaine de tournage.
Ghislain Cloquet a enseigné à l'IDHEC de 1954 à 1962, puis de 1975 à 1979. Il a contribué à la création de l'Institut national supérieur des arts du spectacle à Bruxelles, où il a donné des cours de 1962 à 1981. Ses qualités de pédagogue y étaient fort appréciées.
Il est inhumé au cimetière de Montainville, dans les Yvelines.

## Filmographie sélective
- 1953 : Saint-Tropez, devoir de vacances, court-métrage de Paul Paviot
- 1953 : Lumière, court-métrage de Paul Paviot
- 1953 : Les statues meurent aussi d'Alain Resnais et Chris Marker
- 1954 : Pantomimes, court-métrage de Paul Paviot
- 1955 : Nuit et Brouillard d'Alain Resnais
- 1956 : Toute la mémoire du monde d'Alain Resnais
- 1958 : les Naufrageurs de Charles Brabant
- 1960 : Les Honneurs de la guerre de Jean Dewever
- 1960 : Classe tous risques de Claude Sautet
- 1960 : Le Trou de Jacques Becker
- 1961 : Un nommé La Rocca de Jean Becker
- 1961 : La Belle Américaine de Robert Dhéry
- 1961 : L'Exécution de Maurice Cazeneuve
- 1961 : Carillons sans joie de Charles Brabant
- 1962 : Vive le Tour ! de Louis Malle
- 1963 : Le Feu follet de Louis Malle
- 1965 : Les Complices de l'aube, de Maurice Cazeneuve (série TV)
- 1965 : L'Homme au crâne rasé d'André Delvaux
- 1965 : Pas de caviar pour tante Olga de Jean Becker
- 1965 : Mickey One d'Arthur Penn
- 1966 : Au hasard Balthazar de Robert Bresson
- 1967 : Mouchette de Robert Bresson
- 1967 : Les Demoiselles de Rochefort de Jacques Demy
- 1968 : Un soir, un train d'André Delvaux
- 1968 : Benjamin ou les Mémoires d'un puceau de Michel Deville
- 1969 : Une femme douce de Robert Bresson
- 1969 : Mazel Tov ou le Mariage de Claude Berri
- 1970 : Peau d'Âne de Jacques Demy
- 1970 : La Maison des bories de Jacques Doniol-Valcroze
- 1971 : Rendez-vous à Bray d'André Delvaux
- 1971 : Pouce de Pierre Badel
- 1971 : La Ville bidon de Jacques Baratier
- 1972 : Nathalie Granger de Marguerite Duras
- 1972 : Faustine et le Bel Été de Nina Companeez
- 1973 : Dites-le avec des fleurs de Pierre Grimblat
- 1973 : Belle d'André Delvaux
- 1973 : Au rendez-vous de la mort joyeuse de Juan Luis Buñuel
- 1973 : L’Histoire très bonne et très joyeuse de Colinot Trousse-Chemise de Nina Companeez
- 1975 : Guerre et Amour (Love and Death) de Woody Allen
- 1976 : Monsieur Albert de Jacques Renard
- 1978 : Madame le juge, de Claude Barma (série TV), épisode : M. Bais
- 1979 : Tess de Roman Polanski
- 1980 : Chère inconnue de Moshé Mizrahi
- 1981 : Georgia d'Arthur Penn